# Eddie Bravo
Eddie Bravo (geboren als Edgar Cano am 15. Mai 1970) ist ein US-amerikanischer Musiker, BJJ-Kämpfer und Verfasser mehrerer Bücher. Er ist ein Schwarzgurt 3. Grades. Sein Trainer ist Jean-Jacques Machado.
Berühmtheit erlangte er in Kampfsport-Kreisen durch seinen Sieg über Royler Gracie durch einen Triangle Choke während der Abu Dhabi Submission Wrestling Championships 2003. Zu dem Zeitpunkt hatte er erst einen braunen Gürtel.

## Leben und Werdegang

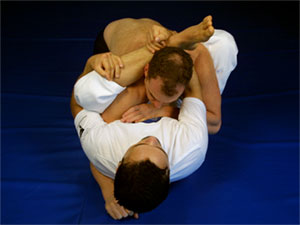
Eddie Bravo demonstriert sein Markenzeichen, die "Rubber Guard"

Bravo wurde als Sohn mexikanischer Eltern in Santa Ana, Kalifornien geboren und wuchs in Los Angeles auf.
Er arbeitete ursprünglich als DJ und war Begründer der nur lokal bekannten Black-Metal-Band Black Kill Symphony.
Zum Kampfsport kam Bravo, weil er für seine Musikvideos fit werden wollte. Er trainierte zunächst 18 Monate lang Karate, bis er 1993 die ersten UFC-Turniere sah, bei denen Royce Gracie mit seiner Variante des ursprünglich aus Japan stammenden Jiu Jitsu dem Brazilian Jiu-Jitsu gegen Ken Shamrock dominierte. Daraufhin begann er, Brazilian Jiu-Jitsu zu lernen.
Ab 1996 begann er jedoch, den Stil weiterzuentwickeln. Bravos Brazilian Jiu-Jitsu-Stil, den er als 10th Planet Jiu-Jitsu bezeichnet, besteht ausschließlich aus sogenanntem „No-Gi-JiuJitsu“. Im Gegenzug zum traditionellen Jiu Jitsu wird hierbei kein Gi, also kein Kampfanzug getragen. Dadurch sind etwa Techniken, die auf dem Vorhandensein eines Gis fußen, wie etwa Würgetechniken mit dem eigenen Kragen wie der „Collar Choke“, oder das Nutzen des Ärmels nicht möglich. Dies hat zur Folge, dass der Stil zum einen „straßentauglicher“ ist, zum anderen aber auch die Techniken etwa bei MMA-Veranstaltungen, bei denen die Gegner traditionell mit freiem Oberkörper antreten, angewendet werden können.
Kritiker hingegen sehen darin eine Infragestellung des traditionellen Sports, bei dem Gi und Gürtel einen hohen Stellenwert genießen.
Der Stil hat sich erfolgreich auf vielen Veranstaltungen bewährt, darunter auf Submission grappling Tournaments, bei denen ausschließlich die Aufgabe des Gegners entscheidend ist, ein Sieg nach Punkten also nicht in Frage kommt; sowie bei MMA-Kämpfen, etwa denen der UFC.

## Techniken des 10thPlanet JiuJitsu

Rubber guard flowchart

Bravo wurde vor allem für die ungewöhnlichen Namen kritisiert, die er seinen Techniken gab:
Der „Zombie“ (eine Technik, bei der der Unterarm des Gegners zur Matte gebracht und der Gegner so wehrlos gemacht wird), „Crackhead Control“ (eine Technik, um Gegner daran zu hindern, aufzustehen) sowie der „Electric Chair“ (eine Submission-Technik, die auf einer modifizierten Half Guard basiert). Hierbei werden die Sehnen des Gegners überstreckt und er so zur Aufgabe gezwungen.
Die „Rubber Guard“, eines von Bravos Markenzeichen, ist ein System von Techniken, dem die Blockade, das Halten sowie ggf. Strangulieren des Gegners mittels der eigenen Wadenbeine zugrunde liegt, etwa mittels des „Triangle Chokes“, der „Omoplata“ sowie der „Gogoplata“.
Sie wurde erstmals von Nino Schembri eingesetzt, jedoch von Bravo aufgegriffen und zu einem kompletten System weiterentwickelt.
Die Techniken erfordern teils eine hohe Flexibilität. Kritiker befürchten deshalb, dass hierbei die Knie Schaden nehmen können. Allerdings kann durch dauerhaftes Training und Dehnung die Flexibilität ähnlich einem Spagat so erhöht werden, dass Schäden minimiert werden.

## Veröffentlichungen
Eddie Bravo veröffentlichte folgende Bücher und DVDs zum Thema Jiu Jitsu:

### Bücher
- Jiu Jitsu unleashed (2005)
- Mastering the Rubber Guard (2006)
- Mastering the Twister (2007)
- Advanced Rubber Guard (2014)

### DVDs
- „The Twister“, welches einige Kämpfe aus Bravos Karriere beinhaltet, beginnend mit den Kämpfen als Blaugurt bis hin zum Kampf gegen Royler Gracie 2003
- „Mastering the Rubber Guard“, eine 3 DVDs umfassende Einführung in die Technik seines Markenzeichens, den „Rubber Guard“.
- „Mastering the Twister“, eine Lern-DVD, welche seine Twister Side Control und andere Techniken beinhaltet.

### Turniere
- No-Gi-Turnier „Eddie Bravo Invitational“[11], bei dem vorqualifizierte Kämpfer des „10th Planet JiuJitsu-Stils“ im KO-System gegeneinander antreten.

## Sonstiges
Bravo ist bekennender Marijuana-Raucher. Er ist der Ansicht, dass dadurch das Potential des menschlichen Geistes erst geweckt werde, und gibt an, dass er erst mit Hilfe seines Marijuana-Konsums die Techniken erkannt habe, die seinen Kampfstil prägen. Er ist mit Joe Rogan befreundet, welcher auch regelmäßig als Co-Autor seiner Kampfsport-Bücher sowie als Gast auf seinen Youtube-Channels auftritt.
Des Weiteren ist er Anhänger diverser Verschwörungstheorien, darunter die Verschwörungstheorie zur Mondlandung und die Verschwörungstheorie der „flachen Erde“.